# Cheliceroides longipalpis
Espèce
Cheliceroides longipalpis est une espèce d'araignées aranéomorphes de la famille des Salticidae.

## Distribution
Cette espèce se rencontre au Viêt Nam et en Chine au Hunan, au Guangdong et à Hainan,.

## Description
La carapace du mâle holotype mesure 4,20 mm de long et l'abdomen 4,10 mm.
La carapace du mâle décrit par Logunov en 2021 mesure 3,20 mm de long sur 2,50 mm et l'abdomen 2,90 mm de long sur 1,70 mm et la carapace de la femelle 3,05 mm de long sur 2,35 mm et l'abdomen 3,65 mm de long sur 2,20 mm.

## Systématique et taxinomie
Cette espèce a été décrite sous le protonyme Cheliceroides longipalpis par Żabka en 1985. Elle est placée dans le genre Colopsus par Logunov en 2021 puis dans le genre Cheliceroides par Lin, Yang et Zhang en 2024.

## Publication originale
- Żabka, 1985 : « Systematic and zoogeographic study on the family Salticidae (Araneae) from Viet-Nam. » Annales Zoologici, vol. 39, no 11, p. 197-485.